# Haus Braose
Das Haus Braose (auch: Breuse, Brewes, Brehuse, Briouze, Brewose etc., latinisiert de Braiosa) war eine bedeutende Familie des anglonormannischen Adels. Sie stammte aus Briouze bei Argentan in der Normandie. Angehörige der Familie spielten eine wichtige Rolle bei der normannischen Eroberung Englands und den anschließenden Machtkämpfen in England, Wales und Irland bis ins 14. Jahrhundert hinein.

## Lehen
Der erste englische Besitz der Familie war die Herrschaft Rape of Bramber in Sussex, die Wilhelm der Eroberer nach 1066 und vor 1086, dem Jahr der Erstellung des Domesday Books, William de Braose († 1093/1096) gab. Einen Teil der Baronie Barnstaple erbte Wilhelm II. de Braose von seiner Mutter. Wilhelm III. erwarb um 1194 die Baronie Kington, 1203 die Herrschaft Gower und 1206 einen Teil der Herrschaft Totnes. König Johann beschlagnahmte 1208 den größten Teil des Besitzes, doch König Heinrich III. gab das meiste davon – mit Ausnahme von Barnstaple – an Reginald de Braose zurück. Wilhelm V. de Braose hinterließ seinen vier Töchtern das Land in Wales, während Bramber und Gower an die ältere Linie der Braose zurückfielen.

## Stammliste

### Die Lords of Bramber
1. NN [de Briouze]; ⚭ Gunnor
  1. William de Braose († 1093/96), 1. Lord of Bramber, erbaut Bramber Castle; ⚭ Agnes de St Clare oder Eve de Boissey
    1. Philip de Braose (* um 1070/73; † 1131/39), 2. Lord of Bramber, eroberte Radnor und Builth in Wales, 1130 zurückgetreten; ⚭ Aenor de Totnes, Tochter von Judhael de Totnes, Erbin von ½ Barnstaple (Devon)
      1. Wiliam de Braose (1135/79 bezeugt), 1130 3. Lord of Bramber, erbte um 1155 ½ Barnstaple, 1173–75 High Sheriff of Herefordshire; ⚭ vor 1150 Bertha of Hereford, nach 1166 Erbin von Brecon (Brecknock), Abergavenny und Hay-on-Wye, Tochter von Miles de Gloucester, 1. Earl of Hereford, (Haus Pitres) und Sibyl de Neufmarché

Wappen des 4. Lord of Bramber

        1. Wappen des 4. Lord of Bramber[1] William de Braose (* 1144/53; † 9. August 1211), Seigneur de Braiose (Briouze), 4. Lord of Bramber, Lord of Brecon, 1192–99 High Sheriff of Herefordshire, kaufte um 1194 Kington, erhielt 1203 Gower, unterwarf 1206 die ½ Baronie Totnes, 1208 teilweise enteignet; ⚭ um 1166 Maud de St Valery († verhungert 1210 in Gefangenschaft), Tochter von Bernard de St Valery und Matilda
          1. Matilda (* 1172; † 29. Dezember 1210); ⚭ Gruffydd ap Rhys II. († 1201), Fürst von Deheubarth
          2. William de Braose (* 1175; † verhungert 1210 in Gefangenschaft); ⚭ Maud de Clare († nach 1220), Tochter von Richard de Clare, 3. Earl of Hertford und Amicie FitzRobert de Meullant 4. Countess of Gloucester
            1. John de Breuse (* 1197/98; † vor 18. Juli 1232), 8. Lord of Bramber, bis 1218 gefangen, erwarb Gower 1219, erwarb Bramber von seinem Onkel Reginald 1226; ⚭ 1219 Margaret ferch Llewelyn († nach 1268), Tochter von Llywelyn ab Iorwerth und Johanna von Wales (uneheliche Tochter von König Johann) (Haus Plantagenet), sie heiratete in 2. Ehe Walter III. de Clifford
              1. Sir William de Breuse († kurz vor 6. Januar 1291[2]), folgt 1232, 9. Lord of Bramber, Lord of Gower, 1290 1. Baron Braose, vor 1245 volljährig; ⚭ I Aline, Tochter von Thomas de Multon of Burgh by Sands und Maud; ⚭ II Agnes, Tochter von Nicholas de Moels of Cadbury, Somerset; ⚭ III vor 1271 Mary († 1326), Tochter von William de Ros of Helmsley und Isabel d’Aubigny – Nachkommen siehe unten
              2.  ? John de Breuse, of Glasbury (County Brecon), 1276/73 bezeugt
              3. Sir Richard de Breuse (* vor 1232; † vor 1292); ⚭ vor 1265 Alice Le Rus († 1300/01[3]), Erbtochter von William Le Rus, of Stinton Hall (Salle (Norfolk)), Akenham and Willingham (Suffolk), und Agatha de Clere, Witwe von Richard Lungespeye – Nachkommen siehe unten

            2. Giles, bis 1218 gefangen, † um 1218
            3. Philip, bis 1218 gefangen, ⚭ um 1218 Eve, † vor 1220
            4. Walter de Braose, bis 1218 gefangen, heiratete um 1222 Hawise de Londres, Tochter von Thomas de Londres und Erbin von Kidwelly, fiel vor dem 14. Januar 1234 im Kampf gegen die Waliser

Wappen von Giles und Reginald de Braose

          3. Wappen von Giles und Reginald de Braose[4] Giles de Braose (* wohl 1176; † 11. November 1215), 1200 Bischof von Hereford, 5. Lord of Bramber, bis 1213 im Exil
          4. Margaret (* 1177; † nach 1255); ⚭ Walter de Lacy, Lord of Meath († 1241)
          5. Reginald de Braose (* 1178; † 9. Juni 1228), 6. Lord of Bramber, erhielt 1216 bzw. 1218 den enteigneten Teil bis auf ½ Barnstaple zurück, Lord von Brecon, Abergavenny, Radnor und Builth; ⚭ I Grecia Briwere, Tochter von William Brewer und Beatrice de Vaux; ⚭ II 1215 Gwladus Ddu († 1251), Tochter von Llywelyn ab Iorwerth (Haus Gwynedd), sie heiratete in 2. Ehe Ralph de Mortimer of Wigmore, die Eltern von Roger Mortimer of Wigmore (siehe unten)
            1. (I) William de Braose, genannt „Gwilym Ddu“ (Black William) († hingerichtet 2. Mai 1230), 7. Lord of Bramber; ⚭ Eva Marshal († 1246), Tochter von William Marshal, 1. Earl of Pembroke (Haus Marshal), und Isabel de Clare (Haus Clare)
              1. Isabella (* um 1222; † um 1248), erhielt Builth; ⚭ Dafydd ap Llywelyn († 1246), 1240 Fürst von Gwynedd
              2. Maud (* 1224; † kurz vor 23. März 1301), erhielt Radnor; ⚭ 1247 Roger Mortimer of Wigmore († 1282)
              3. Eleanor (* um 1228; † 1251), erhielt Brecon und Kington; ⚭ nach 1241 Humphrey V. de Bohun († 1265), Sohn von Humphrey de Bohun, 2. Earl of Hereford (Haus Bohun)
              4. Eva (1238/55 bezeugt), erhielt Abergavenny und den Anteil von Totnes; ⚭ um 1241 William de Cantilupe († 1254)

            2.  ? Matilda; ⚭ Rhys Mechyll († 1244) Teilkönig von Deheubarth

          6. John (* um 1180; † 1205); ⚭ Amabil de Limesi
          7. Loretta (* um 1185; † um 1266); ⚭ 1196/97 Robert de Beaumont, 4. Earl of Leicester († 1204)
          8. Annora (* 1190; † 1241) ⚭ Hugh de Mortimer († 1227), Sohn von Roger Mortimer of Wigmore
          9. Flandrina, 1242 Äbtissin von Godstow, abgesetzt 1248

        2. Roger
        3. Bertha (* 1151); ⚭ um 1175 Walter de Beauchamp († 1235) (Beauchamp (Familie, Worcester))
        4. Sibyl († nach 1227); ⚭ William de Ferrers, 3. Earl of Derby († 1190)
        5. Maud; ⚭ John de Brompton of Shropshire

      2. Philipp de Braose junior (1172 bezeugt; † wohl vor 1201); ⚭ Eva/Maud, heiratete in zweiter Ehe William, Lord of Naas
      3. Basilia
      4. Gillian

### Die Barone Braose und Brewose

Wappen des 1. Baron Braose

1. Wappen des 1. Baron Braose[5] Sir William de Breuse († kurz vor 6. Januar 1291), folgt 1232, 9. Lord of Bramber, Lord of Gower, 1290 1. Baron Braose, vor 1245 volljährig; ⚭ I Aline, Tochter von Thomas de Multon of Burgh by Sands und Maud; ⚭ II Agnes, Tochter von Nicholas de Moels of Cadbury, Somerset; ⚭ III vor 1271 Mary († 1326), Tochter von William de Ros of Helmsley und Isabel d’Aubigny – Vorfahren siehe oben
  1. (I) Sir William de Brewes/Brewose (* wohl 1261; † kurz vor 1. Mai 1326), 10. Lord of Bramber, Lord of Gower, 2. Baron Braose; ⚭ I NN; ⚭ II vor 1317 Elizabeth († vor 1328), Erbtochter von Sir Raymond de Sully of Sully (Glamorgan)
    1. Aline († vor 1331); ⚭ 1298 Sir John Mowbray, 2. Baron Mowbray († hingerichtet 1322[6]), erhielt Gower und Bramber; ⚭ II Sir Richard de Peschale
    2. Joan († vor 1324); ⚭ I vor 1301 James de Bohun († 1306); ⚭ II Sir Richard Foliot, of Gressenhall (Norfolk) – Die Baronie Broase ist seit ihrem Tod in der Schwebe (Abeyance)
    3.  ? William, 1311 bezeugt, † wohl vor 1316

  2. (II) Giles, um 1300 in Schottland
  3. (III) Richard († vor 1296)
  4. (III) Sir Piers (Peter) de Brewose (* um 1272; † 1312), of Tetbury (Gloucestershire); ⚭ Agnes, Witwe von Sir Henry Husee

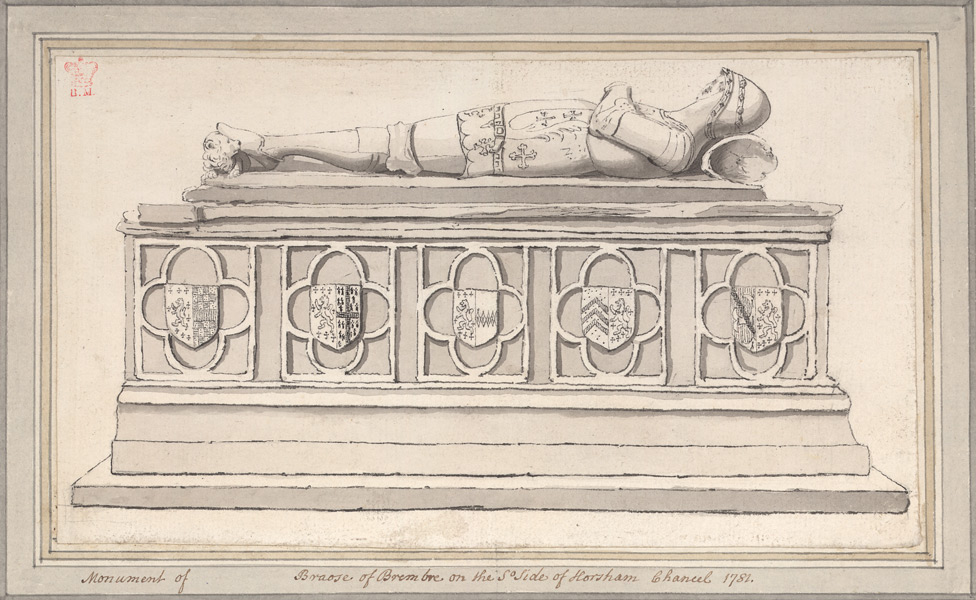
Grabmal von Thomas de Braose, 3. Baron Braose, in St Mary’s Church, Horsham, West Sussex, Zeichnung von Samuel Hieronymus Grimm, 1781

    1. Sir Thomas de Brewose/Breouse (* 8. September 1301; † 9./16. Juni 1361), of Manningford Bruce (Pewsey, Wiltshire), Tetbury etc., 1348 1. Baron Brewose; ⚭ vor 1337 Beatrice Mortimer, († 1383), Tochter von Roger Mortimer, 1. Earl of March, und Joan de Geneville[7], Witwe von Edward († 1334), Sohn von Thomas of Brotherton, 1. Earl of Norfolk
      1. Beatrice; ⚭ William de Say, 3. Baron de Say († 1375)
        1. Elizabeth de Say (* 24. Februar 1366; † 8. Juli 1399), 1395 5. Baroness Brewose; ⚭ I 1382 Sir John de Falvesley; ⚭ II vor 1393 Sir William Heron – keine Nachkommen, wodurch die Baronie erlosch
        2. John de Say (* um 1373; † 27. Juli 1382), 4. Lord Say

      2. Elizabeth
      3. Joan
      4. Peter (* nach 1334)
      5. Sir John de Brewose/Breouse (* vor 1339; † 3. Februar 1366/67[8]), of Tetbury and Werthorpe, 2. Baron Brewose; ⚭ (Ehevertrag 15. Januar 1360/61[9]) Elizabeth Mountagu († 1361), Tochter von Sir Edward Mountagu, Lord Mountagu
      6. Grabmal von Thomas de Braose, 3. Baron Braose, in St Mary’s Church, Horsham, West Sussex, Zeichnung von Samuel Hieronymus Grimm, 1781 Sir Thomas de Brewose/Breouse (* um 1352; † 2. September 1395), of Manningsford, Tetbury etc., 3. Baron Brewose; ⚭ Margaret († 1444), sie heiratete in 2. Ehe William Burcestre, in 3. Ehe John Berkeley of Beverston (Gloucestershire)
        1. Joan de Brewose (* 1393; † 10. Oktober 1395)
        2. Thomas de Brewose (* 26. August 1395; † 7. Oktober 1395), 4. Baron Brewose

    2. Mary de Brewes (* vor 1309; † 17. April 1361/15. Juni 1362); ⚭ I vor 1324 Ralph de Cobham, 1. Baron de Cobham († 1326); ⚭ II um 1328 Thomas of Brotherton, 1. Earl of Norfolk (1300–1338)

  5. (III) Margaret; ⚭ Ralph de Comys, 1. Baron Comys († 1336)
  6.  ? (III) William

### Die Breuse/Brewes of Stinton, Akenham etc.
1. Sir Richard de Breuse (* vor 1232; † vor 1292); ⚭ vor 1265 Alice Le Rus († 1300/01), Erbtochter von William Le Rus, of Stinton Hall (Salle (Norfolk)), Akenham and Wittingham (Suffolk), und Agatha de Clere, Witwe von Richard Lungespeye – Vorfahren siehe oben
  1. Sir Giles de Breuse (* vor 1273; † kurz vor 6. Februar 1310/11[10]); ⚭ Joan († nach 1311), Tochter von Richard de Beaumont, of Witnesham (Suffolk)
    1. Richard de Breuse (* um 1302; † jung)
    2. Robert de Breuse († minderjährig kurz vor 12. Juli 1325); ⚭ Katherine, Erbtochter von Sir Thomas de Norwich, als Witwe 1378/79[11] Nonne in Dartford (Kent)
    3. Sir John de Brewes (* 10. August 1306; † nach 1370), of Stinton, Akenham, Ludborough etc.; ⚭ Eve († nach 1370), Tochter von Sir Robert d‘Ufford und Cicely de Valoignes, Schwester von Robert d’Ufford, 1. Earl of Suffolk
      1. Sir John de Brewes (* um 1332; † 1394/1402), of Stinton, Akenham, Ludborough etc., High Sheriff of Norfolk and Suffolk; ⚭ Joan (oder Agnes) († nach 1456), Tochter von Sir John de Shardelowe, of Barton Mills and Cooling (Suffolk), und Margaret
        1. Sir Robert Brewes († 1424), of Stinton, Akenham etc.; ⚭ Ela, Tochter von Sir Miles Stapleton, of Bedale (North Yorkshire), and Ingham (Norfolk), und Ela d’Ufford, Enkelin von Sir Miles Stapleton of Bedale
          1. Sir Thomas Brewes († 17. Juni 1482), of Stinton, Akenham etc., High Sheriff of Norfolk and Suffolk 1438–39 und 1442–43; ⚭ I Joan (oder Ann oder Mary) († nach 1501), Tochter von Sir John Calthorpe und Anne Wythe; ⚭ II vor 1456 Elizabeth, Tochter von Gilbert Debenham, of Tattingstone and Flixton (Suffolk), Schwester von Gilbert Debenham, Lordkanzler von Irland 1473–1476
            1. (I) William Brewes († 28./30. Oktober 1489), of Stinton, Akenham etc.; ⚭ Elizabeth († vor 1489), Tochter von John Hopton, of Swillington (West Yorkshire), and Blythburgh (Suffolk)
              1. Thomasine (* vor 1459); ⚭ Sir Thomas Hansard
              2. Anne (* vor 1474; † 25. Juli 1551); ⚭ Roger Townshend, of Rainham (Norfolk) († 1551)